# Bráhmanismus

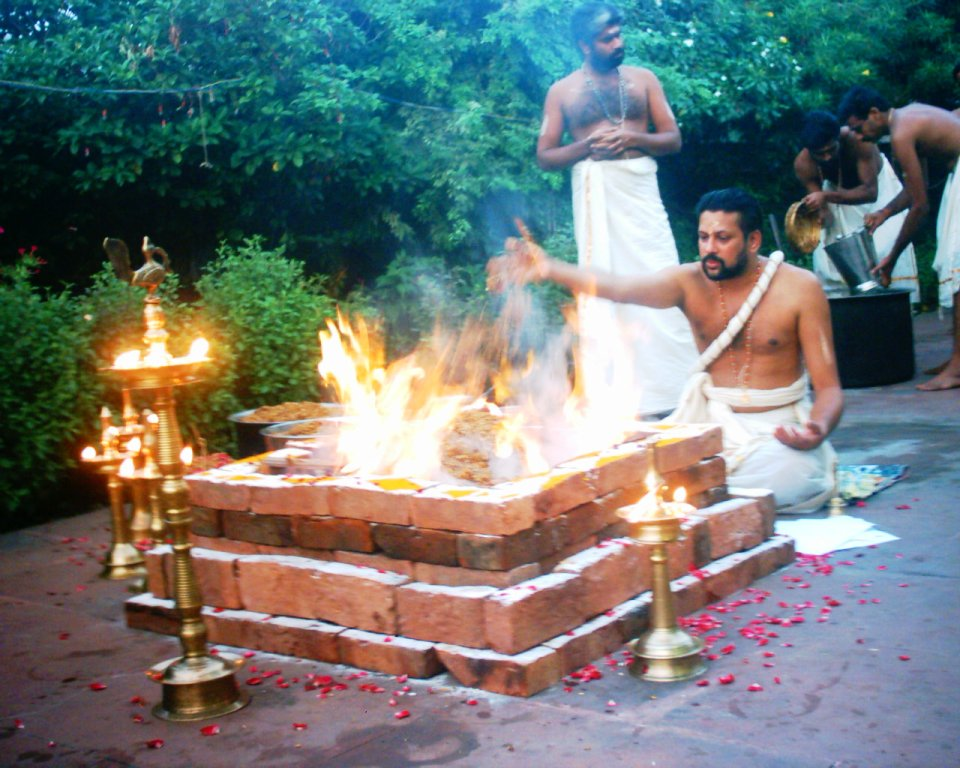
Šrauta jadžňa v jižní Indii.

Bráhmanismus, jinak také védský bráhmanismus (od bráhman – védský kněz – neplést s brahmanismem – od brahma – metafyzická podstata veškerenstva), je náboženství starověké Indie, které se vyvinulo z Véd. Je založeno na původním rozdělení společnosti na základě různotvárnosti do čtyř různých vrstev (varnášrama). Toto rozdělení se později stalo součástí životního stylu hinduismu a v různých podobách se projevuje až dodnes. Poprvé bylo zmíněno v Rgvédu (1500 až 1000 př. n. l. ) jako čtyři součásti těla věčného Puruši (ústa, paže, stehna a chodida) v Puruša súktě. Přestože se toto původní védské náboženství v mnohém liší od současných hinduistických náboženských praktik, je možné ho považovat za předchůdce současného hinduismu.